# Кастелново Баријано
Кастелново Баријано је насеље у Италији у округу Ровиго, региону Венето.
Према процени из 2011. у насељу је живело 1234 становника. Насеље се налази на надморској висини од 10 м.

## Становништво
| 1951. | 1961. | 1971. | 1981. | 1991. | 2001. | 2011. |
| ----- | ----- | ----- | ----- | ----- | ----- | ----- |
| 5.908 | 4.759 | 4.055 | 3.642 | 3.205 | 3.052 | 2.931 |